# Cazzago San Martino
Cazzago San Martino é uma comuna italiana da região da Lombardia, província de Bréscia, com cerca de 9.806 habitantes. Estende-se por uma área de 22 km², tendo uma densidade populacional de 446 hab/km². Faz fronteira com Adro, Corte Franca, Erbusco, Ospitaletto, Passirano, Rovato, Travagliato.

## Demografia
| Variação demográfica do município entre 1861 e 2011                               |
|                                                                                   |
| Fonte: Istituto Nazionale di Statistica (ISTAT) - Elaboração gráfica da Wikipedia |